# Dragon's Breath
Dragon's Breath (укр. Подих дракона) — дитяча гра та гра на спритність німецького автора настільних ігор Гюнтера Буркгардта та його доньки Лени. Гра розрахована на двох-чотирьох гравців віком від п'яти років та триває приблизно 15 хвилин за партію. Видана у 2017 році видавництвом HABA, вона була відзначена нагородою Kinderspiel des Jahres у 2018 році.

## Тема та компоненти
У цій грі гравці виступають у ролі чотирьох драконенят, які намагаються зібрати якомога більше блискучих камінців, що заховані у крижаній колоні. За допомогою вогненного дихання дракон-батько поступово розтоплює кригу, звільняючи блискучі камінці.
До складу гри входять (окрім правил):
- ігрове поле, розташоване в коробці з 4 перегородками,
- чотири фігурки драконенят,
- фігурка дракона-батька,
- 90 блискучих камінців по 18 штук 5 кольорів,
- жетон крижинки,
- 9 крижаних кілець,
- 5 жетонів блискучих камінців.

## Ігровий процес
Перед початком гри ігрове поле встановлюється на дні коробки, а в центральний отвір вкладається жетон крижинки. Залежно від кількості учасників утворюється колона з 8 або 9 крижаних кілець. Ця колона наповнюється блискучими камінцями. Кожен гравець отримує фігурку драконеняти та розташовує її у куті коробки. Дракон-батько та жетони блискучих камінців викладаються поруч.

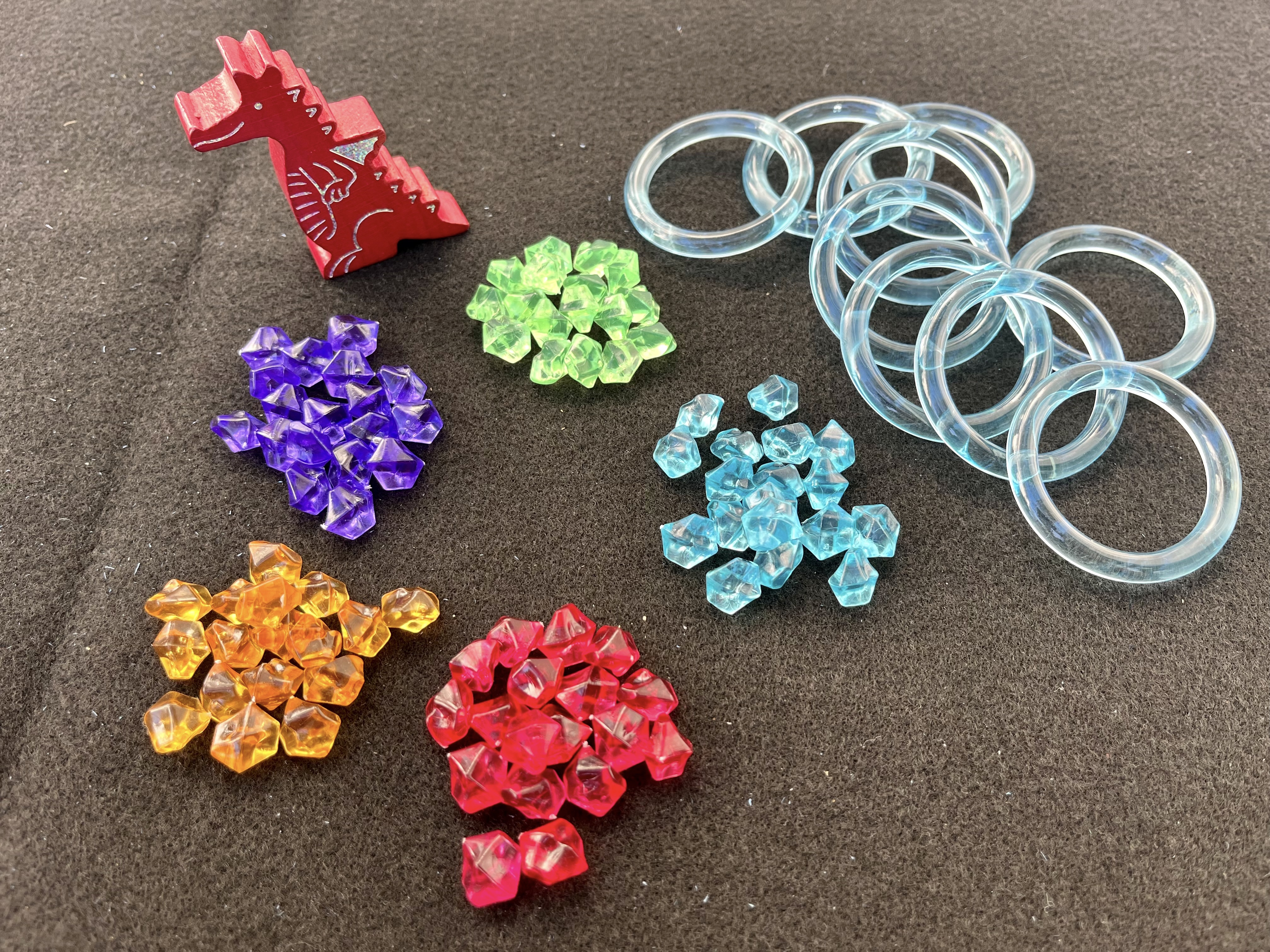
Дракон-батько, крижані кільця та блискучі камінці

Гра триває за годинниковою стрілкою, починаючи зі стартового гравця, перед яким ставлять дракона-батька як маркер початку. У грі втрьох кожен гравець вибирає один жетон кольору камінців, у грі вдвох — по два жетони. Гравці, зазираючи в колону, намагаються передбачити, які камінці випадуть при піднятті верхнього крижаного кільця. Стартовий гравець обережно знімає верхнє кільце, намагаючись спрямувати падіння камінців на свою користь.
Після зняття кільця всі впалі камінці розподіляються між гравцями, які обрали відповідні кольори. Вони поміщають камінці в свої «печери» під фігурками. Камінці, що впали через отвори ігрового поля, та камінці, колір яких ніхто не обрав, вважаються втраченими та належать дракону-батькові. Після розподілу дракона-батька передають наступному гравцю, починається новий раунд.
Гра завершується після раунду, в якому зняли останнє крижане кільце. Розподіляються камінці, що лишилися на жетоні крижинки, потім коробку знімають, і кожен гравець підраховує здобуті камінці. Перемагає той, хто зібрав найбільше блискучих камінців.

## Варіанти гри
У правилах описано дві варіації гри:
- Спрощений варіант: кожен гравець обирає колір один раз на початку і не змінює його протягом гри.
- Таємний вибір: гравці обирають жетони кольору приховано, так що ніхто не знає, який колір був обраний до самого моменту розподілу камінців.

## Версії та відгуки
Гру створили німецький автор Гюнтер Буркгардт та його дочка Лена. У 2017 році вона вийшла у видавництві HABA багатомовним виданням (німецькою, англійською, французькою, іспанською, італійською та нідерландською).
У травні 2018 року гру разом із Emojito! та Panic Mansion номінували на Kinderspiel des Jahres, а в червні вона здобула цю нагороду. Журі відзначило гру так:
|  | Дует авторів – дочка та батько Лена і Гюнтер Буркгардт – об’єднали сюжет, орієнтований на дітей, класичний механізм та захопливий матеріал у ігрову пригоду, що невпинно зачаровує малечу. Тут потрібні холодний розум, трохи вдачі та чималі навички, щоб правильно оцінити ситуацію та зібрати камінці. (Дракон-)Тато – найкращий. |